# Circunscripción electoral de Sevilla

Circunscripción de Sevilla
Cortes Generales* Congreso: 12 escaños (de 350)
- Senado: 4 senadores (de 266)Parlamento de Andalucía* 18 escaños (de 109)

Sevilla es una de las 52 circunscripciones electorales utilizadas como distritos electorales desde 1977 para la Cámara Baja de las Cortes Generales, el Congreso de los Diputados, y una de las 59 de la Cámara Alta, el Senado. Se corresponde con la provincia de Sevilla.
Además, desde el establecimiento de la Junta de Andalucía en 1982, es al mismo tiempo una de las ocho circunscripciones electorales para el Parlamento andaluz.
Durante la Segunda República, la provincia de Sevilla había estado dividida en dos circunscripciones: Sevilla capital y resto de la provincia.

## Ámbito de la circunscripción y sistema electoral
En virtud de los artículos 68.2 y 69.2 de la Constitución Española de 1978 los límites de la circunscripción debe ser los mismos que los de la provincia de Sevilla, y en virtud del artículo 140, esto solo puede modificarse con la aprobación del Congreso de los Diputados. El voto es sobre la base de sufragio universal secreto. En virtud del artículo 12 de la constitución, la edad mínima para votar es de 18 años.
En el caso del Congreso de los Diputados, el sistema electoral utilizado es a través de una lista cerrada con representación proporcional y con escaños asignados usando el método D'Hondt. Solo las listas electorales con el 3 % o más de todos los votos válidos emitidos, incluidos los votos «en blanco», es decir, para «ninguna de las anteriores», se pueden considerar para la asignación de escaños. En el caso del Senado, el sistema electoral sigue el escrutinio mayoritario plurinominal. Se eligen cuatro senadores y los partidos pueden presentar un máximo de tres candidatos. Cada elector puede escoger hasta tres senadores, pertenezcan o no a la misma lista. Los cuatro candidatos más votados son elegidos.

## Elegibilidad
El artículo 67.1 de la Constitución española prohíbe ser simultáneamente miembro del Congreso de los Diputados y de un parlamento autonómico, lo que significa que los candidatos deben renunciar al cargo si son elegidos para un parlamento autonómico. No existe incompatibilidad similar en el caso de los senadores. El artículo 70 aplica también la inelegibilidad a los magistrados, jueces y fiscales en activo, Defensor del Pueblo, militares en servicio, los agentes de policía en activo y los miembros del tribunal constitucional y juntas electorales.

## Número de diputados
En las elecciones generales de 1977, se eligieron en Sevilla 12 miembros del Congreso. Esa cifra se aumentó a 13 miembros para las Elecciones generales españolas de 1996. Sin embargo, perdió un escaño en 2004, quedando en 12 escaños, cifra que se mantiene en la actualidad.
En virtud de la ley electoral española, todas las provincias tienen derecho a un mínimo de 2 escaños con 248 escaños restantes prorrateada de acuerdo a la población. Esta normativa se explican detalladamente en la ley electoral de 1985 (Ley Orgánica del Régimen Electoral General). El efecto práctico de esta ley ha sido la de las provincias más pequeñas estén sobrerrepresentadas.
En 2008 por ejemplo en España había 35 073 179 votantes, lo que da un ratio de 100 209 votantes por Diputado. En Sevilla el número de votantes por Diputado fue de 122 423. Los menores ratios los encontramos en las provincias menos pobladas, con 38 071 y 38 685 para Teruel y Soria.

## Congreso de los Diputados

### Diputados obtenidos por partido (1977-2023)
| Candidatura | Candidatura                         | Candidatura | 1977 | 1979 | 1982 | 1986 | 1989 | 1993 | 1996 | 2000 | 2004 | 2008 | 2011 | 2015 | 2016 | 2019 (I) | 2019 (II) | 2023 |
| ----------- | ----------------------------------- | ----------- | ---- | ---- | ---- | ---- | ---- | ---- | ---- | ---- | ---- | ---- | ---- | ---- | ---- | -------- | --------- | ---- |
|             | Partido Socialista Obrero Español   | PSOE        | 5    | 4    | 8    | 8    | 8    | 8    | 7    | 7    | 8    | 8    | 6    | 5    | 4    | 5        | 5         | 5    |
|             | Unión de Centro Democrático         | UCD         | 5    | 4    |      |      |      |      |      |      |      |      |      |      |      |          |           |      |
|             | Izquierda Unida                     | IU          | 2a   | 2a   | 1a   | 1    | 1    | 1    | 2    | 1    |      |      | 1    |      |      |          |           |      |
|             | Partido Andalucista                 | PA          |      | 2    |      |      | 1    |      |      |      |      |      |      |      |      |          |           |      |
|             | Partido Popular                     | PP          |      |      | 3b   | 3c   | 2    | 3    | 4    | 5    | 4    | 4    | 5    | 3    | 4    | 2        | 2         | 4    |
|             | Podemos                             | PODEMOS     |      |      |      |      |      |      |      |      |      |      |      | 2d   | 3    | 2        | 2         |      |
|             | Ciudadanos-Partido de la Ciudadanía | Cs          |      |      |      |      |      |      |      |      |      |      |      | 2    | 1    | 2        | 1         |      |
|             | Vox                                 | VOX         |      |      |      |      |      |      |      |      |      |      |      |      |      | 1        | 2         | 1    |
|             | Movimiento Sumar                    | SUMAR       |      |      |      |      |      |      |      |      |      |      |      |      |      |          |           | 2    |
| Total       | Total                               | Total       | 12   | 12   | 12   | 12   | 12   | 12   | 13   | 13   | 12   | 12   | 12   | 12   | 12   | 12       | 12        | 12   |

Notas
a Los resultados corresponden a los del Partido Comunista de España (PCE).

b Los resultados corresponden a los de la coalición entre Alianza Popular y el Partido Demócrata Popular.

c Los resultados corresponden a los de Coalición Popular.

d Los resultados corresponden a los de Podemos.

### Porcentaje de votos por partido (1977-2023)
La siguiente tabla muestra solo los partidos que han alcanzado alguna vez al menos el 1 % del total de votos. 
|                                          | 1977 | 1979 | 1982 | 1986 | 1989 | 1993 | 1996 | 2000 | 2004 | 2008 | 2011 | 2015   | 2016  | 2019 (I) | 2019 (II) | 2023  |
| ---------------------------------------- | ---- | ---- | ---- | ---- | ---- | ---- | ---- | ---- | ---- | ---- | ---- | ------ | ----- | -------- | --------- | ----- |
| Partido Socialista Obrero Español (PSOE) | 36,7 | 29,4 | 62,0 | 59,2 | 54,2 | 56,0 | 50,1 | 49,0 | 58,3 | 58,1 | 41,7 | 33,96  | 33,70 | 37,13    | 36,59     | 36,63 |
| Unión de Centro Democrático (UCD)        | 32,6 | 27,6 | 3,8  |      |      |      |      |      |      |      |      |        |       |          |           |       |
| Izquierda Unida (IU)                     | 13,4 | 16,0 | 7,2  | 8,3  | 11,5 | 11,7 | 13,4 | 8,3  | 6,7  | 5,4  | 8,6  | 5,69a  |       |          |           |       |
| Partido Popular (PP)                     | 6,3  | 4,7  | 22,0 | 21,2 | 19,0 | 26,0 | 31,4 | 35,0 | 27,9 | 31,5 | 38,6 | 25,19  | 29,02 | 14,52    | 18,1      | 33,37 |
| Partido Socialista Popular (PSP)         | 4,9  |      |      |      |      |      |      |      |      |      |      |        |       |          |           |       |
| Partido Andalucista (PA)                 |      | 14,7 | 2,9  | 4,1  | 9,0  | 3,1  | 3,5  | 5,1  | 4,1  | 1,7c | 2,1  |        |       |          |           |       |
| Partido del Trabajo de España (PTE)      |      | 4,0  |      |      |      |      |      |      |      |      |      |        |       |          |           |       |
| Centro Democrático y Social (CDS)        |      |      | 0,7  | 3,6  | 2,3  | 0,6  | 0,1  | 0,0  | 0,1  |      |      |        |       |          |           |       |
| Unión Progreso y Democracia (UPyD)       |      |      |      |      |      |      |      |      |      | 1,2  | 5,5  | 0,59   |       |          |           |       |
| Partido Animalista (PACMA)               |      |      |      |      |      |      |      |      |      | 0,14 |      | 0,91   | 1,3   | 1,34     | 1,16      | 0,87  |
| Unidas Podemos (UP)                      |      |      |      |      |      |      |      |      |      |      |      | 19,02c | 20,75 | 15,96    | 14,76     |       |
| Ciudadanos (Cs)                          |      |      |      |      |      |      |      |      |      |      |      | 13,02  | 13,34 | 16,68    | 8,04      |       |
| Vox (VOX)                                |      |      |      |      |      |      |      |      |      |      |      | 0,25   | 0,21  | 12,21    | 18,16     | 13,32 |
| Más País (MP)                            |      |      |      |      |      |      |      |      |      |      |      |        |       |          | 2,15      |       |
| Sumar (S)                                |      |      |      |      |      |      |      |      |      |      |      |        |       |          |           | 14    |

Notas
No se muestran los resultados menores a 0,1 %.

a Los resultados corresponden a los de Izquierda Unida-Unidad Popular en Común (IU-UPeC).

b Los resultados corresponden a los de Coalición Andalucista (CA).

c Los resultados corresponden a los de Podemos (P)

### Diputados elegidos

#### Diputados elegidos para la VII Legislatura
| Partidos y coaliciones            | Votos   | %     | Escaños | Miembros electos |
| --------------------------------- | ------- | ----- | ------- | --- |
| Partido Socialista Obrero Español | 476.277 | 49,02 | 7       | Felipe González, Alfonso Guerra, Amparo Rubiales, Luis Yáñez, María Isabel Pozuelo, Antonio Cuevas, Nazaria Moreno                                |
| Partido Popular                   | 339.879 | 34,98 | 5       | Javier Arenas, Soledad Becerril, Juan Manuel Albandea, Manuel Seco (sustituido en febrero de 2001 por Carlos Núñez León), María Dolores Rodríguez |
| Izquierda Unida                   | 80.455  | 8,28  | 1       | Felipe Alcaraz |
| Partido Andalucista               | 49.342  | 5,08  | 0       | |
| Otros                             | 4296    | 0,86  | 0       | |

Participación: 69,7 %

#### Diputados elegidos para la VIII Legislatura
| Partidos y coaliciones            | Votos   | %     | Escaños | Miembros electos |
| --------------------------------- | ------- | ----- | ------- | --- |
| Partido Socialista Obrero Español | 639.293 | 58,27 | 8       | Alfonso Guerra, Carmen Hermosín, María Pozuelo, Antonio Cuevas, Emilio Amuedo, Luis Ángel Hierro (sustituido en septiembre de 2007 por Miguel Millán), Susana Díaz, Francisco Garrido (Los Verdes) |
| Partido Popular                   | 306.464 | 27,93 | 4       | Javier Arenas, Juan Manuel Albendea, Adolfo González, María Dolores Rodríguez |
| Izquierda Unida                   | 73.344  | 6,68  | 0       | |
| Partido Andalucista               | 45.005  | 4,10  | 0       | |
| Otros                             | 13,090  | 1.22  | 0       | |

Participación: 77,1 %

#### Diputados elegidos para la IX Legislatura
| Partidos y coaliciones            | Votos   | %     | Escaños | Miembros electos |
| --------------------------------- | ------- | ----- | ------- | --- |
| Partido Socialista Obrero Español | 626.558 | 58,09 | 8       | Alfonso Guerra, Emilio Amuedo, Antonio Cuevas, Soledad Cabezón, Carmen Hermosín, Rafael Herrera, María Isabel Pozuelo, María José Vázquez |
| Partido Popular                   | 339.644 | 31,49 | 4       | Soledad Becerril, Ricardo Tarno, Juan Manuel Albendea, Adolfo González                                                                    |
| Izquierda Unida                   | 58.091  | 5,39  | 0       | |
| Coalición Andalucista             | 18.206  | 1,69  | 0       | |
| Unión Progreso y Democracia       | 13.467  | 1,25  | 0       | |
| Otros                             | 28.763  | 2,70  | 0       | |

Participación: 73,8 %

## Senado

### Senadores obtenidos por partido (1977-2023)
| Candidatura | Candidatura     | 1977 | 1979 | 1982 | 1986 | 1989 | 1993 | 1996 | 2000 | 2004 | 2008 | 2011 | 2015 | 2016 | 2019 (I) | 2019 (II) | 2023 |
| ----------- | --------------- | ---- | ---- | ---- | ---- | ---- | ---- | ---- | ---- | ---- | ---- | ---- | ---- | ---- | -------- | --------- | ---- |
|             | PSOE            | 3    | 3    | 3    | 3    | 3    | 3    | 3    | 3    | 3    | 3    | 3    | 3    | 3    | 3        | 3         | 3    |
|             | UCD             | 1    | 1    |      |      |      |      |      |      |      |      |      |      |      |          |           |      |
|             | Partido Popular |      |      | 1a   | 1b   | 1    | 1    | 1    | 1    | 1    | 1    | 1    | 1    | 1    |          | 1         | 1    |
|             | Ciudadanos      |      |      |      |      |      |      |      |      |      |      |      |      |      | 1        |           |      |
| Total       | Total           | 4    | 4    | 4    | 4    | 4    | 4    | 4    | 4    | 4    | 4    | 4    | 4    | 4    | 4        | 4         | 4    |

Notas
a Los resultados corresponden a los de la coalición entre Alianza Popular y el Partido Demócrata Popular.

b Los resultados corresponden a los de Coalición Popular. 

## Parlamento de Andalucía

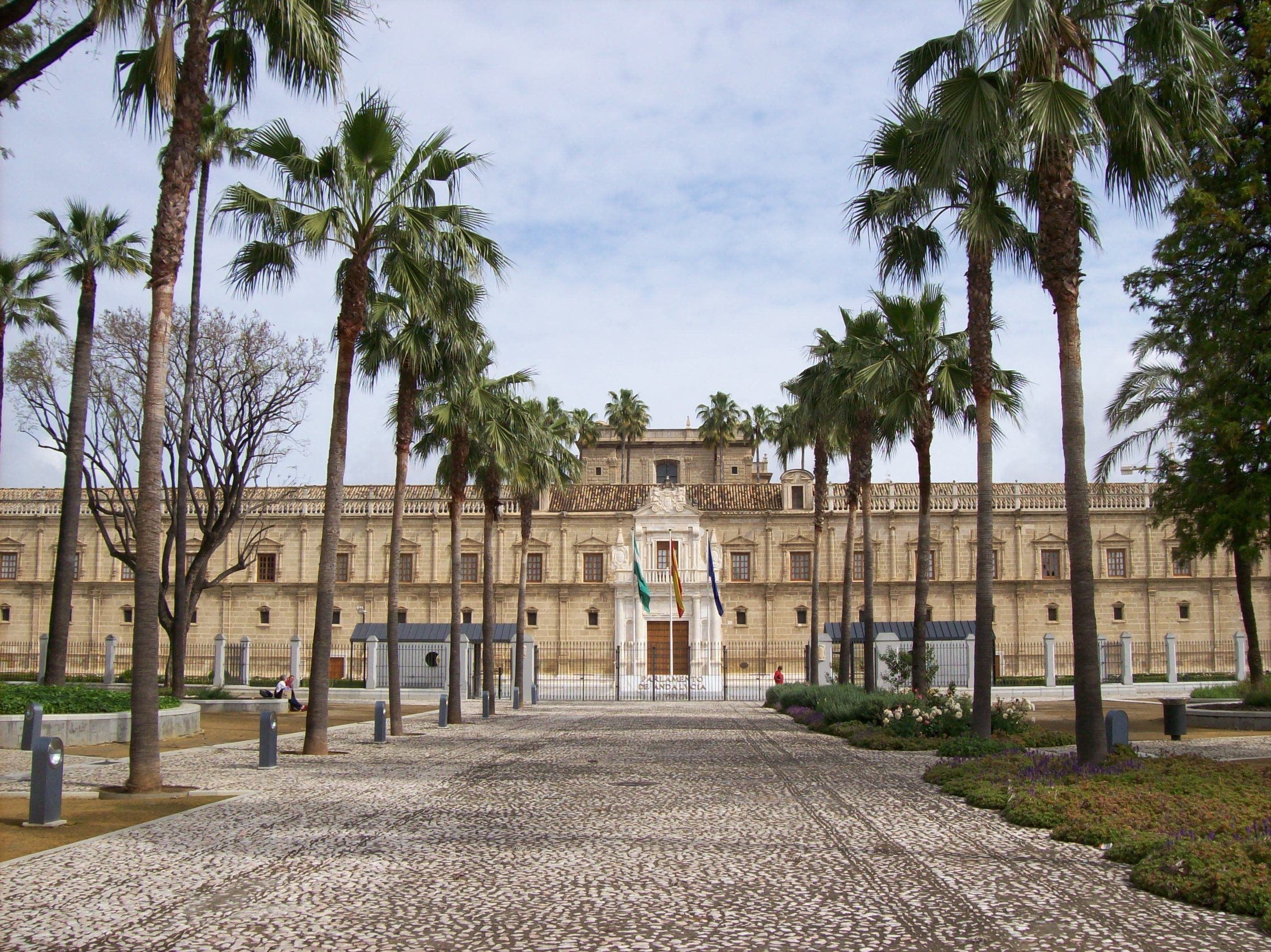
Parlamento de Andalucía.

El 21 de junio de 1982 se constituye el Parlamento de Andalucía en la Sesión Constitutiva celebrada en los Reales Alcázares de Sevilla, en la que se eligió por mayoría a don Antonio Ojeda Escobar como Presidente del Parlamento de Andalucía. Poco después, en las sesiones del 14 y 15 de julio, don Rafael Escuredo Rodríguez es elegido primer Presidente de la Junta de Andalucía.
La modificación más importante que ha realizado el Parlamento de Andalucía tras su creación es la reforma del Estatuto de Autonomía, adoptado por referéndum el 18 de febrero de 2007, con un 87,45 % de votos a favor y una abstención récord del 63,72 %. Este Estatuto, por cuya elaboración el Parlamento de Andalucía ha jugado un papel muy activo, aumenta las competencias propias del gobierno autonómico andaluz, y, entre otras cosas, hace oficial el rango de capital de Sevilla.

### Diputados obtenidos por partido (1982-2022)[10]
| Candidatura | Candidatura                                    | Candidatura | 1982 | 1986 | 1990 | 1994 | 1996 | 2000 | 2004 | 2008 | 2012 | 2015 | 2018 | 2022 |
| ----------- | ---------------------------------------------- | ----------- | ---- | ---- | ---- | ---- | ---- | ---- | ---- | ---- | ---- | ---- | ---- | ---- |
|             | Partido Socialista Obrero Español de Andalucía | PSOE-A      | 11   | 10   | 10   | 8    | 10   | 10   | 11   | 11   | 9    | 8    | 6    | 5    |
|             | Partido Popular Andaluz                        | PPA         | 3a   | 4b   | 4    | 6    | 6    | 6    | 5    | 6    | 7    | 4    | 3    | 9    |
|             | Izquierda Unida Los Verdes-CA                  | IULV-CA     | 2c   | 3d   | 2    | 3    | 2    | 1    | 1    | 1    | 2    | 1    |      |      |
|             | Partido Andalucista                            | PA          | 1    | 1    | 2    | 1    | 1    | 1    | 1    |      |      |      |      |      |
|             | Unión de Centro Democrático                    | UCD         | 1    |      |      |      |      |      |      |      |      |      |      |      |
|             | Podemos Andalucía                              | PODEMOS     |      |      |      |      |      |      |      |      |      | 3    |      |      |
|             | Ciudadanos-Partido de la Ciudadanía            | CS          |      |      |      |      |      |      |      |      |      | 2    | 3    | 0    |
|             | Adelante Andalucía                             | AA          |      |      |      |      |      |      |      |      |      |      | 4e   | 1    |
|             | Vox                                            | VOX         |      |      |      |      |      |      |      |      |      |      | 2    | 2    |
|             | Por Andalucía                                  | PorA        |      |      |      |      |      |      |      |      |      |      |      | 1f   |
| Total       | Total                                          | Total       | 18   | 18   | 18   | 18   | 19   | 18   | 18   | 18   | 18   | 18   | 18   | 18   |

Notas
a Los resultados corresponden a los de Alianza Popular (AP). 

b Los resultados corresponden a los de Coalición Popular.

c Los resultados corresponden a los del Partido Comunista de Andalucía-Partido Comunista de España (PCA-PCE).

d Los resultados corresponden a los de Izquierda Unida-Convocatoria por Andalucía.

e Coalición compuesta por Podemos Andalucía, Izquierda Unida Los Verdes-Convocatoria por Andalucía, Izquierda Andalucista y Primavera Andaluza.

f Coalición compuesta por IULV-CA, Más País, Verdes Equo, Iniciativa del Pueblo Andaluz y apoyo externo de Alianza Verde y Podemos Andalucía.